# Mer de Crète
La mer de Crète (grec moderne : Κρητικό Πέλαγος Kritiko Pelagos) est la partie méridionale de la mer Égée. Elle se situe entre le nord de la Crète et le sud des Cyclades. Elle est séparée de la mer Ionienne à l’ouest par une ligne allant du cap Malée à l’extrémité occidentale de la Crète en passant par les îles de Cythère,  Porí, Anticythère et Gramvoussa. Sa limite orientale est formée par les îles de Karpathos, de Kassos et de Rhodes dans le Dodécanèse.

## Ports et villes
- Kastelli-Kissamos, sud-ouest
- La Canée, sud-ouest
- Souda, sud-ouest
- Réthymnon, sud
- Héraklion, sud
- Agios Nikolaos, sud est
- Sitia, sud-est
- Kassos, sud-est
- Anafi, nord-est
- Santorin, nord